# Edmond Combes
Jean Alexandre Edmond Combes (Castelnaudary, 18 de junio de 1812 - Damasco, 22 de agosto de 1848) fue un diplomático y explorador francés.

## Biografía
Llegó a Egipto en 1832 con Barthélemy Prosper Enfantin, y en los años 1833 y 1834 viajó por el Alto Egipto y las costas del mar Rojo. En enero de 1835 partió en misión hacia Etiopía, junto con Maurice Tamisier; salieron de Yeda, visitaron los puertos de Hiyaz, Hodeidah y Moka, y llegaron al puerto de Massawa, desde donde se dirigieron al norte de Etiopía, pasando por Adua y luego por Axum. 
Después de haber cruzado con dificultad el río Tekezé, un afluente del Atbara, llegaron a la ciudad de Debre Tabor. Exploraron la costa sur del lago Tana y visitaron el reino de Gouël. Luego entraron en la región de Amhara. En su viaje de regreso, bordearon el lago Tana por el oeste, cruzaron el Nilo Azul y permanecieron algún tiempo en Gondar. Finalmente, regresaron a Yeda y desde allí se embarcaron para Marsella, regresando a Francia en marzo de 1837. 
Combes convenció a los comerciantes de Nantes y de Burdeos, así como al presidente del Consejo, Mathieu Molé, y al ministro de Asuntos Exteriores, Jean-de-Dieu Soult, para organizar una misión financiada por el gobierno. En 1840, reconoció los puertos de Eritrea y Somalia y recomendó, con poca fortuna, la instalación de puestos comerciales franceses en las costas del golfo de Adén, como Edd, Tadjoura, Zeïla o Berbera.
En 1843, Combes fue nombrado vicecónsul en Kuşadası, en la costa turca, luego pasó a residir en Rabat, y regresó a Francia en 1847. Participó en la revolución francesa de 1848 y fue enviado por Alphonse de Lamartine como cónsul a Damasco, donde murió de cólera en agosto de 1848.

## Obras
- Voyage en Abyssinie, dans le pays des Gallas, de Choa et d'Ifat, précédé d'une excursion dans l'Arabie heureuse (1835-1837). (1838)
- Voyage en Égypte, en Nubie, dans les déserts de Beyonda, des Bicharys et sur les côtes de la mer Rouge en 1833-1835. (1846)